# Kenchōmae (metropolitana di Kobe)
Kenchōmae (県庁前駅?, Kenchōmae-eki) è una stazione ferroviaria situata nel quartiere di Chūō-ku di Kōbe, nella prefettura di Hyōgo. Si trova lungo la linea Seishin-Yamate della metropolitana di Kōbe.

## Linee
Metropolitana di Kōbe
 Linea Seishin-Yamate (S04)

## Caratteristiche
La stazione è costituita da una canna a doppio piano, con il secondo piano sotterraneo per la direzione Sannomiya, e quello inferiore, il terzo, per la direzione Seishin-Chūō. Il tema per la stazione è quello del quartiere in stile occidentale di Kitano e delle tipiche abitazioni Ijinkan.
| 1 | Linea Seishin-Yamate |  | per Sannomiya, Shin-Kōbe e Tanigami |
| 2 | Linea Seishin-Yamate |  | per Myōdani e Seishin-Chūō          |

## Stazioni adiacenti
| «                    | Servizio             | »                    |
| Linea Seishin-Yamate | Linea Seishin-Yamate | Linea Seishin-Yamate |
| -------------------- | -------------------- | -------------------- |
| Sannomiya            | -                    | Ōkurayama            |